# توبايس مينزيس
توبايس مينزيس (بالإنجليزية: Tobias Menzies)‏ هو ممثل إنجليزي من مواليد 7 مارس 1974. هو معروف بدور بروتس في المسلسل التاريخي روما (2005–2007) وإدمور تالي في صراع العروش (2013) وفرانك راندال / جوناثان "بلاك جاك" راندال في دخيلة (2014–الحاضر).

## روابط خارجية
- توبايس مينزيس على موقع IMDb (الإنجليزية)
- توبايس مينزيس على موقع روتن توميتوز (الإنجليزية)
- توبايس مينزيس على موقع ألو سيني (الفرنسية)
- توبايس مينزيس على موقع أول موفي (الإنجليزية)
- توبايس مينزيس على موقع قاعدة بيانات الأفلام السويدية (السويدية)
- توبايس مينزيس على موقع قاعدة بيانات الفيلم (الإنجليزية)
- توبايس مينزيس على موقع كينوبويسك (الروسية)
- "Outlander Interview". ShowbizJunkies. يوليو 2014. مؤرشف من الأصل في 2019-08-15.